# Češi v Iowě

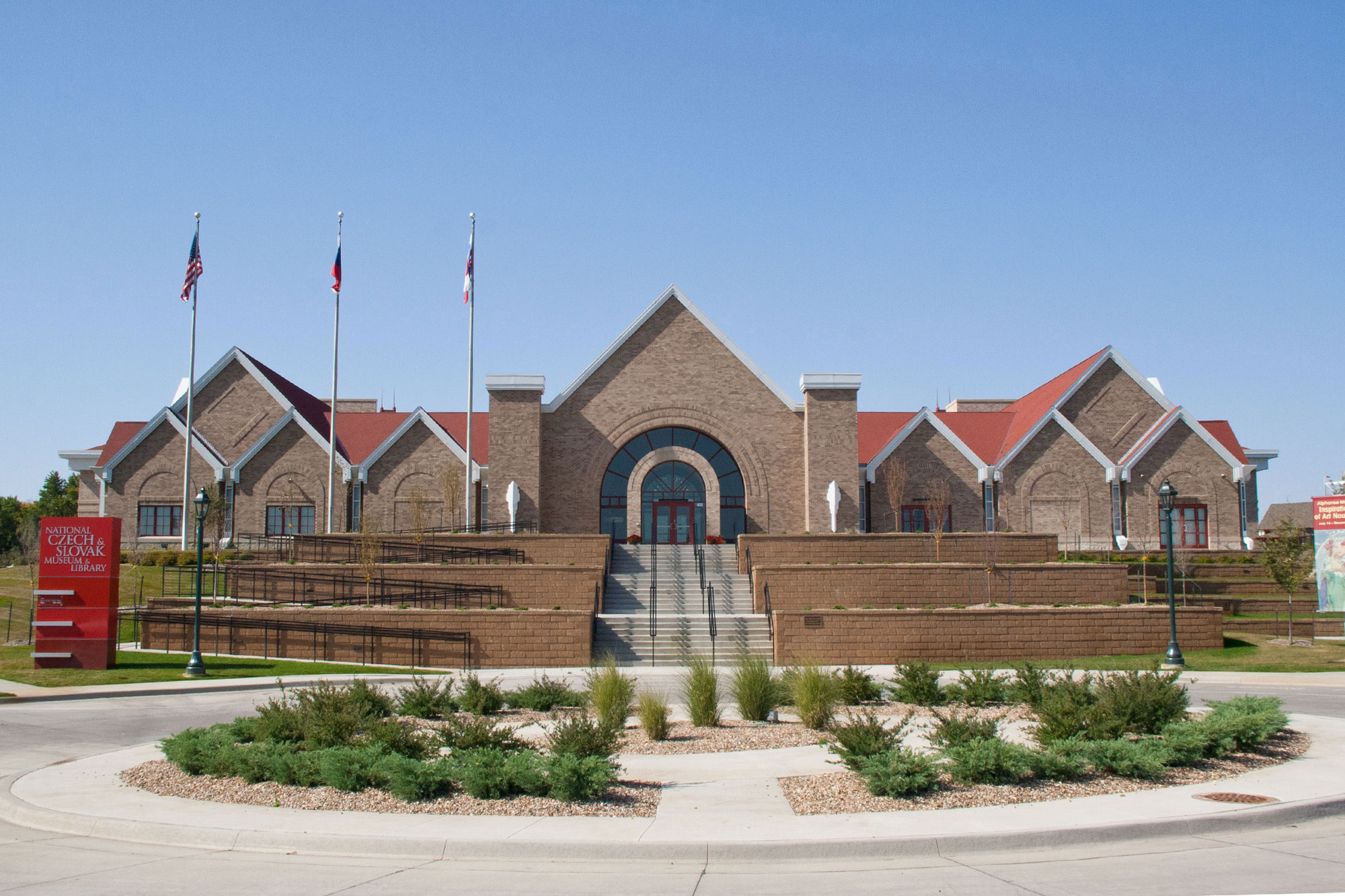
National Czech & Slovak Museum & Library v Cedar Rapids

Stát Iowa představoval od počátku české imigrace do Spojených států amerických významné centrum české komunity na americkém Středozápadě. Obyvatelé Iowy, kteří mají české předky, jsou anglicky nazýváni Czech Iowans. Podle sčítání lidu v USA roku 2010 se k česko-americké národnosti přihlásilo 51 508 osob, tj. 2,1 % obyvatel státu,

## Historie
Velká česká imigrace do Iowy začala po revoluci v Rakouském císařství v letech 1848 až 1849, která změnila politické klima mj. i ve střední Evropě, a po krátkém přerušení během americké občanské války pokračovala až do první světové války. Řada přistěhovalců pocházela z jižních a jihozápadních Čech. Větší české komunity se v 50. a 60. letech 19. století tvořily mj. v Iowa City a nedalekém Belle Plains, Spillville a především Cedar Rapids, později druhém největším městě ve státě. Zde Češi v roce 1856 tvořili čtvrtinu populace tehdy asi šestnáctisethlavého města a vytvořili zde vlastní čtvrť, Little Bohemia, později nazývanou Czech Village. Došlo též k zakládání nových sídel českými migranty (např. osada Protivin nedaleko Spillville).
V 70. letech 19. století zde sídlila redakce českého krajanského česky psaného časopisu Pokrok založený novinářem Karlem Jonášem, prvních českých novin v Iowě. Z dalších krajanských novinářů v Iowě působili mj. František Matouš Klácel, Lev Jan Palda či František Boleslav Zdrůbek. Lékárník Václav František Severa vybudoval ve druhé polovině 19. století v Belle Plains, později pak v Cedar Rapids, úspěšné farmaceutické podnikání, podílel se též na vzniku krajanské banky Česko-americká spořitelna a podporoval celou řadu krajanských a dobročinných organizací. Ve své době patřil k jedněm z nejznámějších a nejbohatších podnikatelů českého původu v USA a po vzniku Československa mu byl roku 1928 udělen Řád Bílého lva IV. třídy. Žily a působily zde mj. lékařka Růžena (Rose) Wisteinová či lingvistka, slavistka a bohemistka Šárka Hrbková, jedny z prvních ženských absolventek-Čechoameričanek amerických univerzit. Na University of Iowa působil, mj. vedle Hrbkové, lingvista a slavista Bohumil Shimek, narozený českým rodičům již v Iowě. Jako významný právník a notář první imigrantské generace působil v Iowe Josef Sosel.Působily zde též krajanské spolky Česko-slovanská podpůrná společnost, vlastnící i několik vlastních spolkových budov, Slovanská lípa, Tělovýchovná jednota Sokol a další. V Cedar Rapids měla své sídlo Západní jednota českobratrská. Podle sčítání lidu v USA roku 1920 žilo v Iowě 32 859 Čechoameričanů. V následných desetíletích se procesem asimilace začal klesat počet krajanů hovořících česky.
Česká kultura a folklor zde zůstává přítomna díky vzpomínkovým akcím, např. festival české kultury Houba Days pořádaný v Cedar Rapids. V se nachází také české muzeum a knihovna National Czech & Slovak Museum & Library, jehož nová budova byla otevřena roku 1995.